# Carol Lawrence
Carol Lawrence (nume la naștere Carolina Maria Laraia; n. 5 septembrie 1932, Melrose Park⁠(d), Cook County, Illinois, SUA) este o actriță americană de teatru și televiziune. Este cunoscută pentru rolul Mariei din musicalul Poveste din cartierul de vest (1957), pentru care a fost nominalizată la Premiul Tony pentru cea mai bună actriță într-un musical. A mai jucat pe The Muny, St. Louis, și în mai multe musicaluri, printre care și Funny Girl . A jucat în multe seriale de televiziune, printre care se numără Rawhide și Verdict crimă. A fost căsătorită cu actorul Robert Goulet. 

## Biografie

### Primii ani
Născută drept Carolina Maria Laraia  în Melrose Park, Illinois, părinții ei aveau strămoși italieni. Tatăl ei s-a născut la Trivigno, în provincia Potenza, iar familia ei maternă provenea din același oraș. A studiat un an la Universitatea Northwestern, după care și-a început cariera.

### Carieră
Lawrence și-a făcut debutul pe Broadway în 1952 în piesa New Faces a lui Leonard Sillman.